# Беттани, Майкл
Майкл Джон Беттани (англ. Michael John Bettaney), он же Майкл Малкин (англ. Michael Malkin; 13 февраля 1950 — 16 августа 2018) — британский офицер разведки, сотрудник контрразведывательного отделения MI5, пошедший на контакт с КГБ СССР. В 1984 году был осуждён Олд-Бейли за государственную измену по обвинению в передаче секретных документов в советское посольство.

## Биография

### Ранние годы
Уроженец местечка Фентон (Сток-он-Трент), одиннадцатый ребёнок в рабочей семье. Родители рано развелись, поэтому он жил с отцом Рональдом, которого знакомые называли тщеславным фантазёром и авантюристом. К 17 годам Майкл, увлекавшийся чтением различной научной и художественной литературы, успешно сдал экзамены в Пемброк-колледж  Оксфордского университета. Преподаватели отмечали большую эрудированность Майкла: уже на втором курсе он освоил немецкий язык и начал читать произведения Шиллера и Гёте в оригинале. Он не участвовал в шумных и буйных студенческих вечеринках с сексуальными оргиями, предпочитая провести время в библиотеке, за что получил презрительное прозвище «Белая ворона».

### Скандальное поведение
Тем не менее, со временем Беттани стал совершать неожиданные поступки, пытаясь обратить на себя внимание. Однажды днём он, подобрав ключ, потерянный в парке радиотехником, пробрался в радиорубку и, имитируя голос диктора Би-би-си, вывел в эфир шуточное сообщение о вооружённом нападении Советской армии на Великобританию и высадке десанта, призвав всех скрыться в бомбоубежище. Пользуясь паникой, он вернулся в парк и сделал вид, что читает книгу. Скотланд-Ярд, допрашивая всех студентов, не смог ничего толкового узнать ни от Беттани, ни от кого-либо ещё. Радиотехника уволили без выходного пособия, а на радиорубку установили электронный замок. Уже много позже Беттани рассказал доверенным лицам о своей шутке.
В другой раз на студенческую вечеринку субкультуры хиппи и любителей «The Beatles» Беттани явился в форме штандартенфюрера СС с нарукавной нацистской повязкой и пририсованными маркером усами, изображая двойника Адольфа Гитлера. Поставив граммофонную пластинку с песнями Третьего рейха на полную громкость, Беттани начал расхаживать по внутреннему двору колледжа прусским шагом — сделал он это в знак протеста против обзывания «белой вороной». Позже он повторял подобные поступки не раз, часто распевая в пабах в состоянии алкогольного опьянения песню «Хорст Вессель».

### Работа в MI5
Скандальная нацистская выходка Беттани привлекла внимание SIS, и они направили его в департамент по работе с персоналом, после чего Беттани стал сотрудником MI5 и был направлен служить в Северную Ирландию, где собирал информацию о командирах и волонтёрах ИРА, а также занимался их «разработкой». Работал Беттани ещё и в соответствии со своими убеждениями, поскольку презирал левую идеологию и считал её причиной морального разложения человека. При этом несколько раз Беттани задерживался в пьяном виде, а один раз при попытке полиции отправить его в участок затеял драку и даже заорал в адрес полицейского «Вы не можете меня арестовать, я шпион!» (англ. You can't arrest me, I'm a spy!).
Беттани получил повышение по службе и был направлен в отдел «K» при MI5, чей штаб находился на Гоуэр-стрит. Отдел занимался работой с дипломатами, подозреваемыми в сотрудничестве с КГБ. Примерно в это же время Беттани женился (супругу звали Сэлли, она придерживалась социалистических взглядов), у него родилось трое сыновей-близнецов. В связи с тем, что Сэлли много времени проводила в клиниках, Майклу не хватало средств на содержание семьи. Минимум дважды он устраивал дебоши на работе, и оба раза офицеры внутренней безопасности вмешивались, не позволяя его выдворить из MI5.

### Попытка выйти на связь с КГБ
Беттани забирал огромное количество секретных документов домой со своего рабочего места. Однажды ночью весной 1983 года Майкл подошёл к дому, где проживал глава лондонской резидентуры КГБ, генерал Аркадий Гук, и опустил в почтовый ящик Гука папку со своим личным досье из MI5 и небольшое письмо. В письме Майкл говорил, что является сотрудником MI5 и готов предложить свои услуги — в случае согласия сотрудники резидентуры должны были разместить в воскресном приложении газеты Sunday Times сообщение о продаже некоего дома по определённому адресу, и именно там Майкл должен был встретиться с советской разведкой. Беттани подписался как «Коба».
Однако Гук заподозрил неладное, решив, что это подстава и провокация со стороны MI5. Перевербованный к тому моменту британскими агентами MI6 полковник КГБ Олег Гордиевский, просмотрев письмо (а кроме него, информацию получили сотрудники лондонской резидентуры Титов, Мишустин, Никитенко и Егошин), усилил подозрения Гука и потребовал от того не отвечать на письмо англичанина, назвав Беттани «дохлой приманкой». Не получив никакого ответа, Беттани повторил свои действия и в свой следующий поход взял ксерокопии секретных документов о положении в Северной Ирландии, о наблюдениях и выводах британской контрразведки по поводу действия советских разведчиков и об операциях по дезинформации. Гук снова заподозрил неладное и оставил Гордиевскому все документы на усмотрение, вылетев в Москву, а Гордиевский тотчас же связался со своим британским начальством, которое, просмотрев документы, немедленно занялось вычислением «стукача».
Среди 50 человек из MI5 и MI6, имевших доступ к секретным документам, трое вели себя подозрительно — и одним из них оказался Беттани, который хвастался, что хотел бы работать на СССР. Беттани даже пытался выбраться в Вену, чтобы там связаться с советской разведкой, поскольку слежка за иностранными гражданами там не велась. Однако британцы на основе полученной от Гордиевского информации и данных о странном поведении сотрудников разведки 16 сентября 1983 года арестовали Беттани.

### Тюремное заключение
Майклу Беттани предъявили обвинения в нарушении статьи 1 Акта об официальных тайнах 1911 года. Эксперты полагали, что КГБ успело установить контакт с Беттани с помощью обычных шпионских техник, как-то: пометки на эскалаторах, пронумерованные ступеньки и т. д. Также в ходе следствия выявились ряд нарушений в работе Службы безопасности, которая попросту не контролировала деятельность Беттани. В итоге он был приговорён к 23 годам лишения свободы, а глава лондонской резидентуры КГБ Аркадий Гук был выдворен из Великобритании и объявлен персоной нон-грата.
Майкл отбывал наказание как узник под номером B-67313. Он был освобождён в мае 1998 года, отсидев 14 лет. За время заключения он выучил русский язык благодаря эфирам Московского радио; в тюрьме его неоднократно навещала жена. После выхода на свободу Майкл отказался давать какие-либо комментарии о случившемся. Проживал в Хартфордшире, часто при встрече с людьми слышал оскорбления в свой адрес.

### После освобождения
После освобождения Майкл расстался со своей супругой Сэлли и уехал в Хартфордшир, где жил в плохо обустроенном доме под постоянным надзором полиции. Разделяя марксистские убеждения, он до смерти оставался при этом верующим римско-католической церкви. Скончался 16 августа 2018 года.

### На русском
- Дмитрий Прохоров. Сколько стоит продать Родину. — ОЛМА Медиа Групп, 2005. — 571 с. — (Секретные материалы). — ISBN 9785765444696.
- И.Г.Атаманенко. Ставка — измена Родине. — Вече, 2014. — ISBN 5444473100.

### На английском
- Paul Foot. Whitehall Farce: Review of The Intelligence Game and The Truth about Hollis (англ.) // London Review of Books. — 1989. — 12 October.